# 원거리 무기

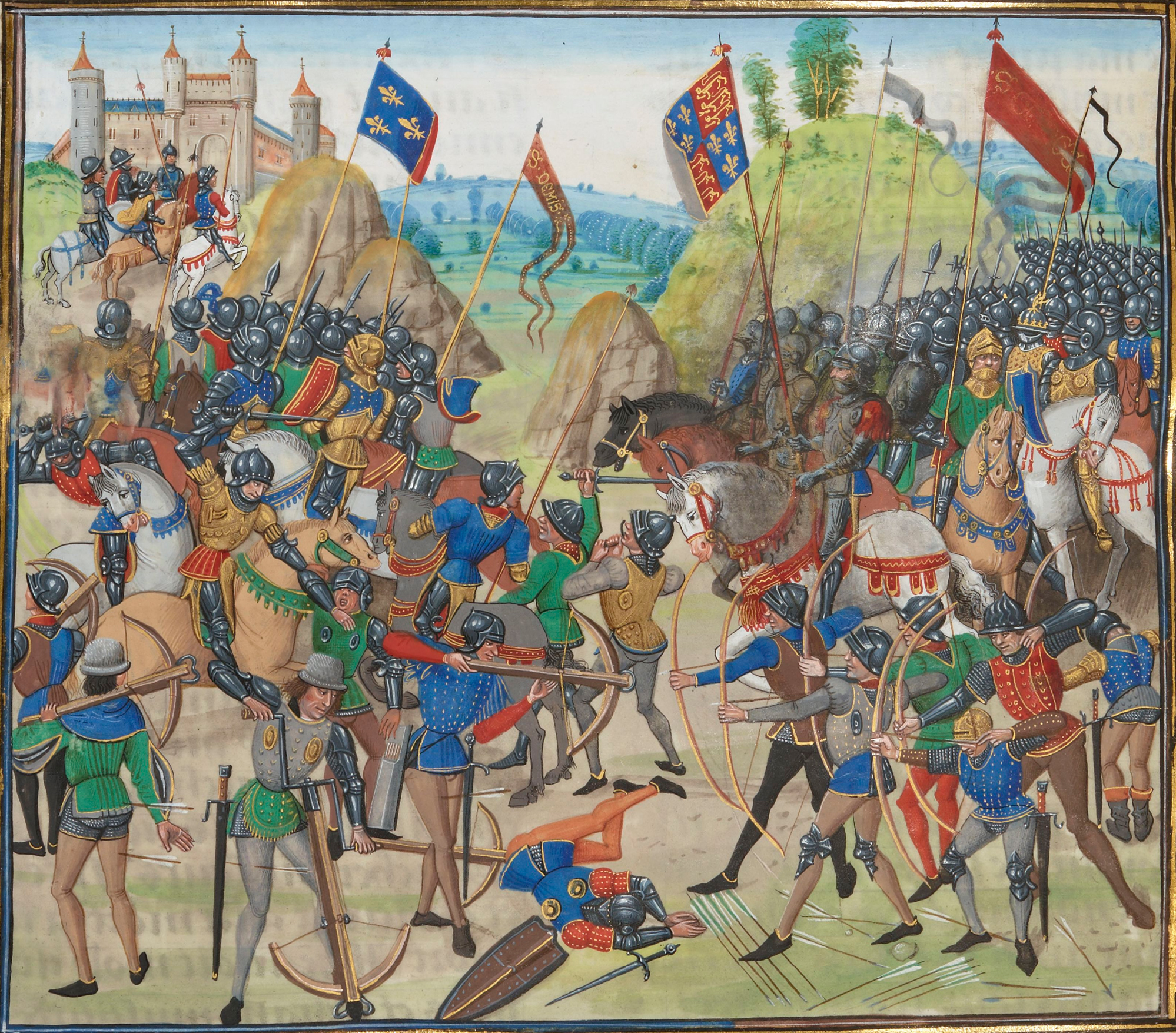
크레시 전투의 시대 삽화

원거리 무기는 손과 손 사이의 거리를 넘어, 즉 무기 자체를 들고 있는 사용자의 물리적 범위보다 더 먼 거리에서 표적과 교전할 수 있는 모든 무기를 말한다. 그러한 무기를 사용하는 행위를 사격이라고도 부른다. 이와는 대조적으로 백병전에서 사용하도록 고안된 무기를 근접 무기라고 한다.

## 같이 보기
- 공성무기
- 미사일 목록